# جزیره (بین‌النهرین)

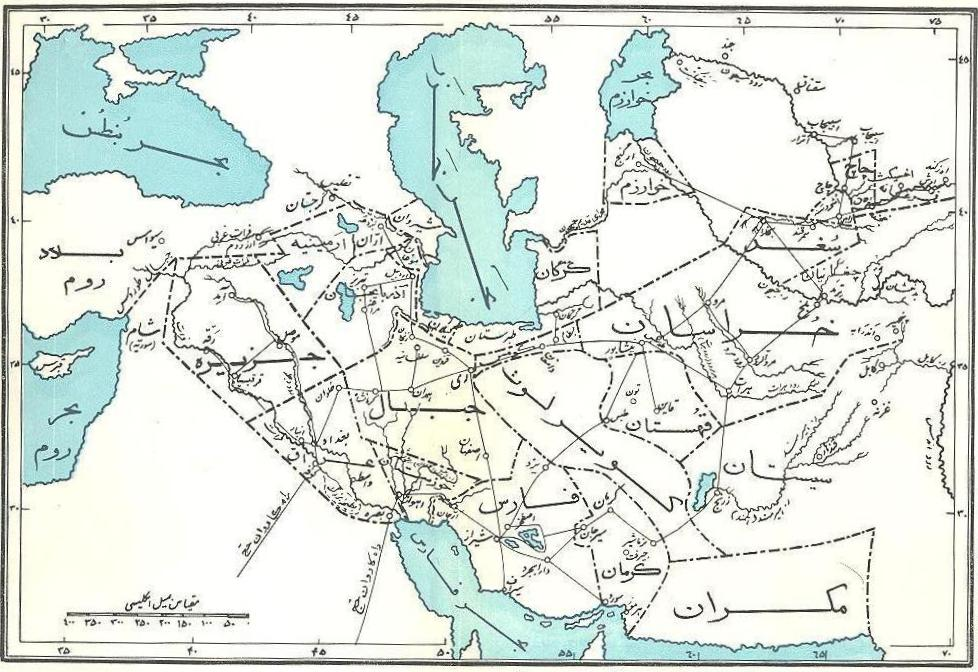
موقعیت جزیره در نقشه ایران در عصر خلفای عباسی برگرفته از کتاب جغرافیای تاریخی سرزمین‌های خلافت شرقی

اقلیم جزیره (به عربی: الجزيرة) منطقه‌ای جغرافیایی واقع در بخشی از کردستان عراق و سوریه و ترکیه می‌باشد که کوه‌های آناتولی و رودهای دجله و فرات آن را احاطه کرده‌اند. و نام تاریخ بخش بالایی میان‌رودان (بین‌النهرین علیا) است و سه شهر اصلی آن رقه (در شمال سوریه) و موصل (در شمال عراق) و آمد (در جنوب شرقی ترکیه) بوده‌است. این منطقه عمدتاً کُردنشین می‌باشد. به اقلیم جزیره، جزیره اَقور و جزیره قور هم گفته‌اند.
در ۲۳۰ لشکر ساسانی به نواحی تحت حکمرانی امپراتوری روم در جزیره‌ی میانرودان یورش بردند و شهر نصیبین را محاصره کردند ولی نتوانستند این شهر را تسخیر کنند.
در لغتنامه دهخدا در مدخل جزیره اقور آمده است: جزیرهٔ اقور یا قور میان دجله و فرات است. آن جزیره را شهرهای بزرگ و تاریخی است و نسبت بدان را جزری گویند. (منتهی الارب). میان دجله و فرات در مجاورت شام قرار دارد و شامل دیار بکر و مضر است. بدان جهت جزیره اش گویند که میان دجله و فرات واقع شده‌است. این دو شط از بلاد روم است در مقابل هم قرار می‌گیرند و به موازات یکدیگر سرازیر می‌شوند و نزدیک بصره به هم می‌پیوندند و به دریا می‌ریزند. این جزیره آب و هوای خوب و محصول نیکویی دارد و پربرکت است. شهرهای معظم و باره‌ها و قلاع مستحکم فراوان دارد و مهمترین شهرهای آن عبارتند از: حران، رهاء (شانلی‌اورفه امروزی)، رقه، رأس‌العین، نصیبین، سنجار، خابور، ماردین، آمِد (دیار بکر امروزی)، میافارقین (سیلوان امروزی)، موصل و جز آن. کتابهایی دربارهٔ تاریخ این جزیره و مردم آن تألیف شده و مردان بزرگی در دانشها و فنون مختلف در آن تربیت شده‌اند.

## سه بخش تاریخی جزیره
منطقهٔ جزیره، به سه بخش تقسیم می‌شد که به هر یک از آن‌ها یک دیار می‌گفتند. سه منطقه دیار ربیعه، دیار بکر و دیار مضر نام داشت. این سه واژه نام سه قبیلهٔ عرب بود که پیش از اسلام، زیر لوای پادشاهان ساسانی به آن منطقه مهاجرت کرده‌بودند و محل اسکان هر قبیله به نام آن قبیله موسوم شده‌بود. مرکز دیار ربیعه شهر موصل، مرکز دیار بکر شهر آمد و مرکز دیار مضر شهر رقه بود. در دیار ربیعه و بکر اکثریت جمعیت با کردها بود، اما در دیار مضر اکثریا جمعیت را عرب‌ها تشکیل می‌دادند.

### دیار ربیعه
دیار ربیعه به بخش‌های شرقی جزیره گفته می‌شد. این منطقه از تل فانان تا تکریت در دو سوی دجله واقع شده بود و مرکز آن شهر موصل بود. شهرهای نصیبین، دارا، اربیل، بلد، سنجار و رأس‌العین (سریکانی) مهم‌ترین شهرهای آن به شمار می‌رفتند. مرکز دیار ربیعه شهر موصل آنقدر اهمیت داشت که در زمان مروان دوم آخرین خلیفهٔ امویان به عنوان مرکز کل ایالت جزیره اعلام شد. ابن حوقل که در سال ۳۵۸ هجری از موصل در دیار ربیعه دیدن کرده، توصیفی از شهر و نواحی اطراف به دست داده و اکثر جمعیت آن را کرد ذکر کرده‌است. طولیف کردی مانند هذبانی (در اربیل)، کردهای یعقوبی (در اطراف موصل)، کردهای حکاری (در ناحیهٔ حکاری)، و کردهای بختیه و داسنی در نواحی سنجار از جمله طوایف کرد دیار ربیعه بوده‌اند.

### دیار بکر
دیار بکر کوچک‌ترین دیار از سرزمین جزیره بوده و در شمال آن قرار می‌گرفت. شهرهای دیار بکر همگی در ساحل فرادست رود دجله قرار داشتند. شهر آمد در غرب دجله مرکز دیار بکر بود و از جمله شهرهای مهم دیگر آن می‌توان به میافارقین و حصن کیف اشاره کرد. از جمله طوایف کرد دیار بکر می‌توان به کردهای حمیدی، دوستکی، خاندان مروانی و کردهای بشنویه اشاره کرد. کردهای مروانی از سال ۳۸۰ تا ۴۸۹ قمری در دیاربکر حکومتی کرد به نام مروانیان تأسیس کردند که میان خلفای عباسی و دولت روم نقش واسطه داشت.

### دیار مضر
دیار مضر به بخش غربی جزیره گفته می‌شد. مرکز این بخش، شهر رقه بود و اکثریت جمعیت را در این بخش از جزیره اعراب تشکیل می‌دادند.

## مشاهیر
- بدیع‌الزمان جزری